# Oleksiivka (Raión de Berezivka)
Oleksiivka  (ucraniano: Олексіївка) es un pueblo del Raión de Berezivka en el Óblast de Odesa de Ucrania. Según el censo de 2001, tiene una población de 522 habitantes.